# Megapsyrassa atkinsoni
Megapsyrassa atkinsoni är en skalbaggsart som beskrevs av Chemsak och Giesbert 1986. Megapsyrassa atkinsoni ingår i släktet Megapsyrassa och familjen långhorningar.
Artens utbredningsområde är:
- Costa Rica.
- Nicaragua.

Inga underarter finns listade i Catalogue of Life.